# Juste sous vos yeux
Pour plus de détails, voir Fiche technique et Distribution.
Juste sous vos yeux (당신의 얼굴 앞에서, Dangsin eolgul apeseo) est un film sud-coréen réalisé par Hong Sang-soo, sorti en 2021.
Le film suit Sang-ok, autrefois actrice, qui doit rencontrer un réalisateur pour discuter d'un projet.

## Synopsis
Sang-ok, qui vit aux États-Unis, revient pour quelque temps en Corée. Elle loge chez sa sœur, qui l'incite à revenir s'installer près de chez elle. Mais elles découvrent qu'elles ne se connaissent guère.
Dans la matinée, Sang-ok se promène avec sa sœur dans un parc, où une jeune femme la reconnaît alors qu'elle a abandonné depuis longtemps sa carrière d'actrice. Elle passe aussi dans une maison du quartier de Itaewon où elle a vécu enfant, transformée aujourd'hui en boutique.
Au cours de l'après-midi elle a un rendez-vous dans un bar du quartier de Insadong avec Jae-won, un réalisateur qui lui propose de faire un film avec lui. Il a été très ému par son jeu autrefois. Mais lorsqu'il explique le temps que prendra l'écriture du scénario et le tournage, elle lui répond qu'elle doit refuser. Elle est en effet malade et n'en a plus que pour quelques mois. Il est bouleversé.
Ils continuent à boire tout l'après-midi. Finalement Jae-won lui propose de partir dès le lendemain et d'aller tourner un court-métrage à Yangyang. Elle lui demande s'il a envie de coucher avec elle ; bien qu'il soit marié et père de famille, il répond oui.
Le lendemain matin, elle se réveille auprès de sa sœur. Un message arrive sur son téléphone : Jae-won revient sur sa proposition de la veille en expliquant qu'elle a été faite sous l'emprise de l'alcool. Sang-ok écoute une seconde fois le message en éclatant de rire.

## Fiche technique
Sauf indication contraire, les informations mentionnées dans cette section peuvent être confirmées par la base de données cinématographiques IMDb,  présente dans la section « Liens externes ».
- Titre : Juste sous vos yeux
- Titre original : 당신의 얼굴 앞에서 (Dangsin eolgul apeseo)
- Titre anglais : In Front of Your Face
- Réalisation et scénario : Hong Sang-soo
- Pays d'origine : Corée du Sud
- Format : Couleurs - 35 mm
- Genre : drame
- Durée : 85 minutes
- Date de sortie :
  - France : 15 juillet 2021 (Festival de Cannes 2021)

## Distribution
- Lee Hye-young : Sang-ok
- Kwon Hae-hyo : Jae-won
- Cho Yun-hee : Jeong-ok
- Kim Sae-byeok : la propriétaire de la vieille maison
- Shin Suk-ho : Seung-won
- Ha Seong-guk : l'assistant réalisateur
- Seo Young-hwa
- Lee Eun-mi
- Kang Ye-seo

## Accueil

### Critique
En France, le site Allociné propose une moyenne de 4,1⁄5, après avoir recensé 14 critiques de presse.

## Distinction

### Sélection
- Festival de Cannes 2021 : sélection en section Cannes Premières

## Commentaires
À propos des thèmes importants traités dans le film, Enrique Seknadje écrit : "Quelque chose de particulièrement marquant en ressort. Les thématiques de la maladie et de la mort. Et ce, même si elles étaient déjà présentes dans ce que nous considérons être les meilleures œuvres du cinéaste depuis cette grande réussite que fut Seule sur la plage la nuit (2017) : la mort pour Hotel By The River (2018), la maladie pour Introduction (2021)" .